# Le streghe, femmes entre elles
Le streghe, femmes entre elles, è un cortometraggio del 2009 diretto da Jean-Marie Straub ispirato a Dialoghi con Leucò di Cesare Pavese.

## Trama
In un bosco due donne dialogano fra loro sulla natura dell'uomo.

## Produzione
Venne girato vicino a Buti, in Italia.